# Loxostege mira
Loxostege mira là một loài bướm đêm trong họ Crambidae.